# Поліакриламід

Елементарна ланка макромолекули поліакриламіду

Поліакриламід (ПАА) (англ. polyacrylamide, нім. Polyakrylamid n) — група полімерів і кополімерів на основі акриламіду та його похідних. Високов'язкий водний розчин або порошок. Склад: [-CH2-CH(CONH2)-]n.

## Застосування
Застосовується як флокулянт при згущенні та проясненні шламових вод, що утворюються в процесі збагачення корисних копалин.
Крім того, для збільшення нафтовіддачі пласта, як структуроутворювач ґрунтів, для загущення розчинів аміачної селітри у ВР.